# بای‌بای میمون
بای‌بای میمون (ایتالیایی: Ciao maschio) فیلمی در ژانر کمدی به کارگردانی مارکو فرری است که در سال ۱۹۷۸ منتشر شد. این فیلم در سی و یکمین جشنواره فیلم کن برنده جایزه بزرگ شده است.

## بازیگران
- ژرار دوپاردیو
- مارچلو ماسترویانی
- جیمز کوکو
- جرالدین فیتزجرالد
- میمسی فارمر
- ابیگیل کلایتون
- فرانچسکا د ساپیو